# Kings Bay

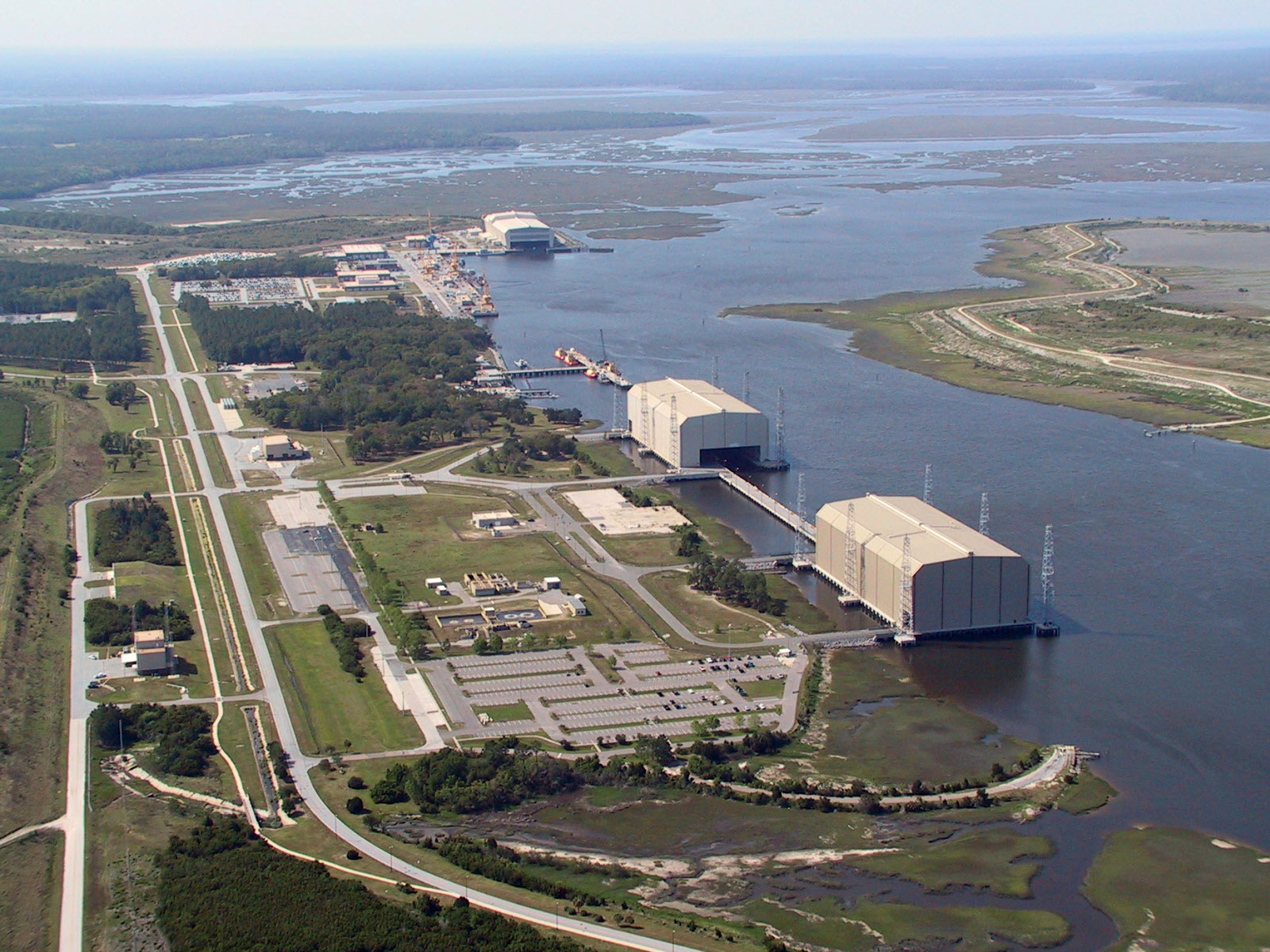
Vista de la empresa Kings bay.

Kings Bay AS es una empresa pública propiedad del Ministerio de Comercio e Industria de Noruega, que opera en el asentamiento de Ny-Ålesund, en Svalbard. La compañía proporciona los suministros básicos a todo el archipiélago.

## Historia
Fundada en 1916 como Kings Bay Kull Company para operar las minas de carbón, fue nacionalizada más tarde, en 1962, una vez cerrada la mina y tras la crisis del escándalo Kings Bay (Kings Bay-saken). Desde 1964 y hasta 1974, la European Space Research Organisation (ESRO), estudió la ubicación en la bahía de una estación de satélites para la telemetría. 
Entretanto, la compañía había cambiado su nombre por el de Kings Bay Kull Company AS y lo volvió a cambiar en 1998 por el de Kings Bay AS. Desde la década de 1990, la empresa también es responsable de administrar los transportes, incluyendo el aeropuerto de Ny-Ålesund, Hamnerabben, los bienes raíces, el suministro de energía y de agua, la restauración y otras instalaciones básicas. Asimismo gestiona la compañía Bjørnøen AS, una empresa gubernamental que tiene la totalidad de la Isla del Oso (Bjørnøya). En verano la compañía también se ocupa de los cruceros que llegan a Ny-Ålesund.